# Belle Who
Malla Malmivaara, född 1982 i Helsingfors, mer känd för sitt artistnamn Belle Who, är en finländsk sångerska och skådespelerska. Hennes ursprungliga förnamn var Laura, men hon valde senare att byta det till Malla.
Hennes musikala genombrott kom med låten Tide som var med i soundtrack-albumet till den finska filmen Blackout (2008). Ungefär samtidigt fick hon skivkontrakt med indie-skivbolaget Dynasty Recordings och arbetade tillsammans med The Rasmus sångare Lauri Ylönen som är en av skivbolagets fyra ägare. I slutet av december 2008 gav man ut Belle Whos debutalbum Can't Whistle When You Smile och kort därefter följde även radiosingeln Boy.
Under sin karriär som skådespelerska har hon medverkat i ett flertal olika TV-program i Finland och även i tre filmer.

## Diskografi
Studioalbum
- Can't Whistle When You Smile (2009)

Singlar
- Tide (2008, promo)
- Boy (2009, promo)

## Filmografi
Filmer
- Tyttö sinä olet tähti (2005)
- Vasha (2009)
- Kielletty hedelmä (2009)

TV-program
- Pohjaväri (2006)
- Pelkkää lihaa (Milla) (2007)
- Lemmen leikit (2007)
- Suojelijat (Nina) (2008)
- Sitoutumisen alkeet (Janita) (2008)
- Uutishuone (Helena Mäntylä) (2008)
- Helppo elämä (Lupu) (2009)